# Estação Ferroviária de Miranda
A Estação Ferroviária de Miranda, em Miranda, Mato Grosso do Sul, Brasil, foi uma construção destinada a embarque e desembarque de passageiros de trem e, secundariamente, ao carregamento e descarregamento de carga transportada. Usualmente consistia em um edifício para passageiros (e possivelmente para cargas também), além de outras instalações associadas ao funcionamento da ferrovia.

## História
A estação de Miranda foi inaugurado em 31 de dezembro de 1912. Dois anos depois, quando houve a junção de dois trechos, de Água Clara e Pedro Celestino, a estação já funcionava no trecho isolado e acabou sendo reinaugurada. Faz parte da linha E. F. Itapura-Corumbá, que foi aberta também a partir de 1912. Apesar disso, por dificuldades técnicas e financeiras, havia cerca de 200 km de trilhos para serem finalizados (trechos Jupiá-Água Clara e Pedro Celestino-Porto Esperança), fato que ocorreu apenas em outubro de 1914. Em 1917 a ferrovia é fundida no trecho da Estrada de Ferro Noroeste do Brasil (NOB), que fazia o trecho paulista Bauru-Itapura.
| “ | Era tarde de domingo, e eu e meu pai ficávamos ouvindo rádio na calçada de casa. Ele sentava na cadeira de nylon e eu, na soleira da porta, deixava o locutor esportivo levar-nos o tempo. Morávamos na querida Miranda, na Avenida Afonso Pena, que é cortada pela linha férrea, numa casa velha, já demolida, à frente da passarela de pedestre. (...) Recordo-me que em nossa solidão, numa tarde, vimos passar o trem da Noroeste muito atrasado, já no escurecer, com as luzes dos vagões acesas, e as janelas refletindo os quadros da vida humana. O trem passava à uma hora da tarde, mas, naquele dia, teve um atraso incomum. Vinha apitando, diminuindo a velocidade e parando na estação que tinha o cheiro de manga, construída em 1912. (...) Na bi-centenária Miranda, na primeira hora da tarde o povo embarcava, acomodando-se na primeira ou segunda classe, em seus bancos de madeira ou estofados, aguardando o apito e o grito de partida do ferroviário. Os ferroviários, com seus uniformes e quepes, passavam picotando os bilhetes, vendendo doces e chocolates, revistas e gibis, água e refrigerante, com um sorriso espelhado no rosto. Lembro-me de Renato Araújo, o Renatão, ferroviário com uma alegria contagiante, e a vontade de viver maior que sua grande estatura - símbolo para mim da classe dos transportadores dos trilhos - que se despedia dos passageiros com um aceno de mão | ” |

Somente em 1952 a cidade de Corumbá seria alcançada pelos trilhos. A partir de 1975 foi incorporada em uma divisão da RFFSA sendo finalmente privatizada a partir de 1992 e entregue em concessão para a Novoeste em 1996.
A possível reativação do Trem do Pantanal (entre Campo Grande e Corumbá) em 2005 pelo governo de MS e da Brasil Ferrovias fez com que o Jornal O Estado de S. Paulo publicasse uma reportagem na edição de 10 de outubro de 2004 sobre o futuro retorno do trem. Nele fala sobre a situação da estação na atualidade:
| “ | (...) chega-se a Miranda, 23 mil habitantes, com sua estação restaurada. Tanto lá como em Aquidauana, grandes áreas da zona rural das cidades avançam pelo Pantanal . A estação, na realidade, está tombada pelo Patrimônio Histórico e no seu prédio funcionam hoje (11/2004) a Secretaria de Turismo e Meio Ambiente, a Casa do Artesão e o Museu Ferroviário | ” |

## Outras estações ferroviárias do município

### Agachi
A estação de Agachi foi inaugurado em 1 de novembro de 1929 e como muitas das estações do trecho entre Campo Grande e Porto Esperança, por muito tempo a estação não dispôs de água potável, obrigando a NOB a deslocar semanalmente uma composição de vagões pipa para abastecimento.
| “ | Lembro-me (...) na viagem, passávamos por Duque Estrada, Agachi e Taunay, onde os índios, na parada do trem, ofereciam peixe-frito, laranja, chipa e outras comidas. O trem apitava e seguíamos sacolejando até a Princesa do Sul (Campo Grande). Víamos a linda imagem das cachoeiras do rio Aquidauana, em Piraputanga. Novas paradas, novos avisos dos ferroviários e, à noite, entrávamos em Campo Grande, vendo as luzes dos quartéis, numa longa travessia pela cidade | ” |

Atualmente a estação possui cercamento e, segundo fonte de populares, foi vendido para particulares desconhecidos.

### Duque Estrada
A estação de Duque Estrada foi inaugurado em 1 de janeiro de 1938. Em 2010 tinha função de moradia.

### Salobra
A estação de Salobra foi inaugurado em 31 de dezembro de 1912 mas sem o "R" (Saloba). Uma curiosidade é que a revista Brazil Ferrocarril (principal revista sobre ferrovias da mesma época) em 1914 sugeriu modificar o nome dessa estação (assim como outras até Porto Esperança) para Bittencourt (referência importante quando a ferrovia foi construída). Como muitas das estações do trecho entre Campo Grande e Porto Esperança, por muito tempo a estação não dispôs de água potável, obrigando a NOB a deslocar semanalmente uma composição de vagões pipa para abastecimento.
A possível reativação do Trem do Pantanal (entre Campo Grande e Corumbá) em 2005 pelo governo de MS e da Brasil Ferrovias fez com que o Jornal O Estado de S. Paulo publicasse uma reportagem em 2004 sobre o futuro retorno do trem. Ali fala sobre a situação atual da estação de Salobra:
| “ | É um povoado com 98 famílias. A atração, aqui, é a ponte ferroviária sobre o rio Miranda, de ferro, de 1931. Parece abandonada, mas é por ela que passa o trem de carga. Numa casa da ferrovia, moram Hélio Barbosa e a mulher, Francisca. Hélio, aposentado, é o único ferroviário do lugar. A estação do trem tem as portas trancadas a cadeado. Foi ocupada por um pessoal de Campo Grande, que vem nos fins de semana pescar. 'Gostaria muito que o trem voltasse, a gente fica muito isolada aqui', diz Francisca | ” |

### Coronel Juvêncio
A estação de Coronel Juvêncio foi inaugurado em 1 de junho de 1935. A estação já existia como posto telegráfico com nome de Posto do km 1154. Como muitas das estações do trecho entre Campo Grande e Porto Esperança, por muito tempo a estação não dispôs de água potável, obrigando a NOB a deslocar semanalmente uma composição de vagões pipa para abastecimento. Em 1998 estava sem uso definido e aspecto de abandono. 

### Guaicurus
A estação de Guaicirus foi inaugurado em 31 de dezembro de 1912. Uma curiosidade é que a revista Brazil Ferrocarril (principal revista sobre ferrovias da mesma época) em 1914 sugeriu modificar o nome dessa estação (assim como outras até Porto Esperança) para Assis (referência importante quando a ferrovia foi construída). Como muitas das estações do trecho entre Campo Grande e Porto Esperança, por muito tempo a estação não dispôs de água potável, obrigando a NOB a deslocar semanalmente uma composição de vagões pipa para abastecimento. Em 2004 estava servindo de moradia para os indios Kadiweus.

### Porto Carreiro
A estação de Porto Carreiro foi inaugurado em 30 de outubro de 1929, seis dias depois da Grande Depressão de Nova Iorque. Como muitas das estações do trecho entre Campo Grande e Porto Esperança, por muito tempo a estação não dispôs de água potável, obrigando a NOB a deslocar semanalmente uma composição de vagões pipa para abastecimento.

### Bodoquena
A estação de Bodoquena foi inaugurado em 31 de dezembro de 1912. Uma curiosidade é que a revista Brazil Ferrocarril (principal revista sobre ferrovias da mesma época) em 1914 sugeriu modificar o nome dessa estação (assim como outras até Porto Esperança) para Monlevade (referência importante quando a ferrovia foi construída). Apesar do nome ser Bodoquena, a estação não se localiza atualmente neste município e sim em Miranda.